# Agomelatin
Agomelatin (Handelsname Valdoxan; Hersteller Servier) ist eine dem Melatonin strukturell verwandte chemische Verbindung. Der Arzneistoff aus der Gruppe der Antidepressiva wird in der Behandlung der Major Depression bei Erwachsenen eingesetzt.

## Chemische Struktur
Bei Agomelatin handelt es sich um ein metabolisch stabiles Analogon des Melatonins mit hoher Affinität zu den Melatonin-Rezeptoren. Im Unterschied zu Melatonin enthält das bizyklische aromatische Molekülgerüst jedoch anstelle des heterozyklischen Pyrrolrings einen Benzolring und ist damit nicht von Indol, sondern von Naphthalin ableitbar.

## Darstellung
Agomelatin wurde erstmals 1992 von Yous et al. in einer dreistufigen Synthese ausgehend von der schwer zugänglichen (2-Methoxynaphthalin-8-yl)essigsäure dargestellt. (2-Methoxynaphthalin-8-yl)essigsäure selbst kann aus 7-Methoxy-3,4-dihydro-2H-naphthalin-1-on hergestellt werden. Daneben ist eine ganze Reihe von Patenten erschienen, die besagte Route in abgewandelter Form beschrieben.
Im Februar 2010 veröffentlichte Servier zwei Patente über neue Agomelatin-Synthesen. Merkmal der beiden neuen Routen war, dass ein aufwendiger Aufbau des Naphthalingerüsts durch die Verwendung von 2,8-substituierten Naphthalinderivaten vermieden wurde. Die attraktivste der beiden ist eine nur dreistufige Synthese, ausgehend von der langbekannten (2-Methoxynaphthalin-8-yl)oxoessigsäure.
2011 beschrieben Markl et al., dass besagte Patentroute nicht zu dem beschriebenen Produkt führe. Gleichzeitig veröffentlichten sie ihre eigene vierstufige Agomelatin-Route, ebenfalls ausgehend von (2-Methoxynaphthalin-8-yl)oxoessigsäure. Die Route beinhaltet die Boran-Reduktion der Oxoessigsäure, Dehydratisierung des erhaltenen Diols zum Aldehyd, die Umsetzung zum Aldoxim mittels Hydroxylaminhydrochlorid und die abschließende Raney-Nickel-Hydrogenierung/Acetylierung unter Erhalt von Agomelatin. Der letzte Schritt einer in-situ-Hydrierung/Acetylierung eines Aldoxims war vormals unbekannt.

## Pharmakologie
Agomelatin ist ein neuartiger Ansatz zur antidepressiven Behandlung. Agomelatin wirkt agonistisch auf die melatonergen MT1- und MT2-Rezeptoren und antagonistisch auf die 5HT2C-Rezeptoren im Nucleus suprachiasmaticus und kann auf diese Weise die „innere Uhr“ des Menschen beeinflussen und circadiane Rhythmen resynchronisieren. Die antidepressive Wirkung von Agomelatin lässt sich nicht allein der melatonergen Komponente oder dem Antagonismus am 5HT2C-Rezeptor zuordnen. Vielmehr ist ein Zusammenspiel beider Wirkungen hierfür verantwortlich. Denn die antagonistische Wirkung an den 5HT2C-Rezeptoren führt zu einer Blockade der stimulierenden und daher am Abend unerwünschten Wirkung des Serotonins im Nucleus suprachiasmaticus (SCN) und verstärkt so den Melatonin-agonistischen Effekt. Zudem vermittelt die 5HT2C-Rezeptor-Blockade indirekt eine Erhöhung von Noradrenalin und Dopamin im frontalen Cortex, was schon für sich genommen antidepressiv wirkt. Durch den Antagonismus am 5HT2C wird außerdem der Tiefschlaf vermehrt und somit die Schlafqualität und folglich die Tagesvigilanz verbessert.

## Klinische Prüfung

### Studienlage
Die antidepressive Wirkung von Agomelatin wurde im Rahmen des Zulassungsverfahrens in mehreren großen, placebokontrollierten Studien untersucht (siehe unten). Zur Kurzzeitwirksamkeit von Agomelatin wurden sechs Studien veröffentlicht, darunter eine Dosisfindungsstudie mit drei verschiedenen Dosisgruppen. In zwei der sechswöchigen Studien sowie bei den Patienten, die in der Dosisfindungsstudie 25 mg Agomelatin täglich erhielten, zeigte sich ein signifikanter Wirkunterschied zu Placebo. Eine weitere Studie verlief negativ, in zwei Studien unterschieden sich sowohl Agomelatin als auch die Referenzsubstanzen (Paroxetin, Fluoxetin) nicht signifikant von Placebo. Diese Studien sind bisher nicht veröffentlicht.
In weiteren vier randomisiert-kontrollierten Studien wurde Agomelatin mit anderen Antidepressiva hinsichtlich Wirksamkeit, Schlafqualität und Verträglichkeit verglichen (Vergleichsstudien vs. Fluoxetin, Venlafaxin und Sertralin). Sowohl im Vergleich mit Fluoxetin (hier Wirksamkeit primärer Zielparameter) als auch im Vergleich mit Venlafaxin und Sertralin (hier Wirksamkeit sekundärer Zielparameter) zeigte Agomelatin eine gleich effektive antidepressive Wirksamkeit. In diese Studien waren zum überwiegenden Anteil ambulante Patienten mit einer mittelschweren bis schweren depressiven Episode eingeschlossen. Die Wirksamkeit von Agomelatin in Bezug auf eine Verbesserung des subjektiven Schlafes wurde verglichen mit Venlafaxin und mit Sertralin unter Verwendung des LSEQ (Leeds Schlafbewertungsfragebogen). In der Studie vs. Venlafaxin zeigte sich eine Überlegenheit von Agomelatin in Bezug auf die Leichtigkeit des Einschlafens („getting to sleep“) und bezüglich der Schlafqualität bereits in Woche 1 (p<0,01 bzw. p<0,05). Der Unterschied blieb signifikant während der gesamten 6 Behandlungswochen (p<0,01 bzw. p<0,05). Es zeigte sich auch eine signifikante Differenz zugunsten von Agomelatin in Bezug auf die Leichtigkeit des Erwachens („ease of awakening“) ab Woche 2 (p<0,05) und auf die Abstimmung von Verhaltensmustern nach dem Erwachen („integrity of behavior after awakening“) mit einem signifikanten Unterschied nach Woche 1 (p<0,0001) und zum Endpunkt der Studie (p<0,05) im Vergleich zu Venlafaxin. Dies verwundert vielleicht zunächst nicht, da Schlaflosigkeit als eine häufige unerwünschte Wirkung von Venlafaxin beschrieben ist; doch ist hierbei erwähnenswert, dass Agomelatin als nicht antriebssteigernde Substanz dem antriebssteigernden Venlafaxin in Bezug auf Parameter wie die Aktivität am Tage nach Woche 1 signifikant überlegen und im weiteren Verlauf über 6 Wochen vergleichbar war.
In der Studie vs. Sertralin zeigte sich ein signifikanter Unterschied in Bezug auf die Leichtigkeit des Einschlafens („getting to sleep“) und die Schlafqualität zugunsten von Agomelatin nach Woche 2 (p<0,001 bzw. p<0,05), jedoch nicht bei Studienende. Die relative Amplitude der circadianen Ruhe-Aktivitäts-Rhythmik besserte sich signifikant im Vergleich zu Sertralin, was als Normalisierung der circadianen Rhythmik gesehen werden kann.
Eine erste Langzeitstudie über 34 (bis 52) Wochen konnte keinen signifikanten Unterschied zwischen Agomelatin und Placebo zeigen. In einer zweiten, sechsmonatigen Studie zur Rückfallprophylaxe erlitten Patienten, die nach anfänglichem Ansprechen von Agomelatin auf ein Placebo umgestellt wurden, nach sechs Monaten signifikant häufiger Rückfälle (46,6 %) als jene Patienten, die weiterhin Agomelatin einnahmen (21,7 % Rückfälle).

### Verträglichkeit
In den klinischen Studien wurde Agomelatin gut vertragen, die Nebenwirkungen lagen auf Placeboniveau. Typische Nebenwirkungen anderer Antidepressiva wie Libidoverlust, Erektionsstörungen und Gewichtszunahme waren bei Einnahme von Agomelatin deutlich seltener als unter den aktiven Vergleichssubstanzen. Da in den Zulassungsstudien unter 1,1 % der mit Agomelatin behandelten Patienten vs. 0,7 % der mit Placebo behandelten Patienten erhöhte AST- und/oder ALT-Werte (>3-fach oberer Normbereich) auftraten, sind zu Beginn der Therapie sowie nach 6, 12 und 24 Wochen und danach, falls klinisch indiziert, regelmäßige Laborkontrollen erforderlich. Eine eingeschränkte Leberfunktion, wie bei Leberzirrhose oder aktiver Lebererkrankung, stellt eine Kontraindikation dar. Im Oktober 2012 verschickte der Hersteller Servier – in Abstimmung mit der Europäischen Arzneimittelagentur – eine Informationsschrift für medizinisches Fachpersonal, um an die Bedeutung von Leberfunktionskontrollen bei Patienten, die Agomelatin verwenden, zu erinnern.
Nach einem abrupten Behandlungsabbruch induzierte Agomelatin keine Absetzerscheinungen.

## Zulassungsverfahren und Zukunft
Der Markenname Valdoxan wurde im April 2005 von dem französischen Hersteller Servier registriert. Ein Zulassungsantrag wurde 2006 abgelehnt, nachdem der Ausschuss für Humanarzneimittel (Committee for Medicinal Products for Human Use, CHMP) der Europäischen Arzneimittelagentur aus den eingereichten Studienunterlagen keinen ausreichenden antidepressiven Effekt erkennen konnte. Nach Einreichen weiterer Studienunterlagen erteilte die Europäische Kommission dem Unternehmen Les Laboratoires Servier am 19. Februar 2009 die Genehmigung für das Inverkehrbringen von Valdoxan in der gesamten Europäischen Union.
Das Unternehmen Servier hatte die Rechte an Agomelatin für die USA und weitere Staaten an Novartis lizenziert. Novartis startete anschließend mehrere neue klinische Studien mit der Substanz; stellte jedoch inzwischen die Forschung ein. Agomelatin ist seit 2019 auch als Generikum (Zilbea Zentiva) (Agomaval (TAD Pharma)) erhältlich.